# Sodien
Ne doit pas être confondu avec Sodin.
Sodien est une commune située dans le département de Safané de la province du Mouhoun au Burkina Faso.